# থ়
Cette page contient des caractères spéciaux ou non latins. S’ils s’affichent mal (▯, ?, etc.), consultez la page d’aide Unicode.
থ়, appelé t̲h̲a et transcrit t̲h̲, est une consonne de l’alphasyllabaire bengali utilisée dans certains ouvrages linguistiques bengalis. Elle est formée d’un tha ‹ থ › avec un point souscrit.

## Utilisation
Dans certains ouvrages linguistiques bengalis, t̲h̲a représente une consonne fricative dentale sourde [θ] et est utilisée dans la transcription de mots étrangers avec cette consonne, comme par exemple le mot anglais think [θɪŋk] transcrit ‹ থ়িঙ্‌ক্ › dans le dictionnaire anglais-bengali de l’Académie bengalie.

## Représentations informatiques
Ses caractères Unicode sont, :
| formes | représentations | chaînes de caractères | points de code       | descriptions                                                       |
| ------ | --------------- | --------------------- | -------------------- | ------------------------------------------------------------------ |
| pleine | থ়               | থ়                     | U+09A5 U+09BC        | lettre bengali tha, symbole bengali noukta                         |
| morte  | থ়्               | থ়◌्                    | U+09A5 U+09BC U+094D | lettre bengali tha, symbole bengali noukta, symbole bengali virama |